# Bakersfield sound
Genres dérivés
Country rock, country progressive, outlaw country
Le Bakersfield sound est un genre de musique country développé dans le milieu des années 1950 à de Bakersfield, en Californie. Bakersfield sound est une réaction contre le Nashville sound, qui devenait populaire vers la fin des années 1950. Buck Owens and his Buckaroos et Merle Haggard and the Strangers sont les artistes les plus connus du Bakersfield sound. Bakersfield sound en termes d'argot est également connu comme « Bakersfield shitkick ».

## Histoire
Le Bakersfield sound est développé dans les bars musicaux honky tonk tels que The Blackboard et à la télévision locale de Bakersfield dans les années 1950 et les années 1960. La ville, connue principalement pour son agriculture et la production de pétrole, était la destination pour beaucoup d'immigrants de l'Oklahoma, du Texas, de l'Arkansas. Ces immigrants viennent en Californie avec leur musique suivrait et prospérerait, trouvant une assistance dans la vallée centrale de la Californie. Un des premiers groupes à se rendre grande sur la côte occidentale est Maddox Brothers and Rose.
Bakersfield sound est une réaction contre le Nashville sound. Des artistes comme Wynn Stewart ont utilisé des instruments électriques utilisés et des éléments stylistiques empruntés au rock. Au début des années 1960, Merle Haggard et Buck Owens and the Buckaroos, popularisent le Bakersfield sound auprès des amateurs de musique country traditionnelle influençant définitivement ce genre musical avec Dwight Yoakam, Marty Stuart, The Mavericks, et The Derailers.